# Szangil-tong állomás
Szangil-tong (Sangil-dong) állomás a szöuli metró 5-ös vonalának állomása, mely Kangdong-ku (Gangdong-gu) kerületben található.

## Viszonylatok
| 5-ös vonal                            | 5-ös vonal | 5-ös vonal |
| ------------------------------------- | ---------- | ---------- |
| Kodok (Godeok) Panghva (Banghwa) felé | fő vonal   | végállomás |